# Li Xuepeng
Li Xuepeng (李學鵬T, 李学鹏S, Lǐ XuépéngP; Dalian, 18 settembre 1988) è un calciatore cinese, difensore svincolato.

## Palmarès

### Club

#### Competizioni nazionali
- Campionato cinese: 3

Guangzhou Evergrande: 2014, 2015, 2017, 2019
- Supercoppa di Cina: 1

Guangzhou Evergrande: 2016

#### Competizioni internazionali
- AFC Champions League: 1

Guangzhou Evergrande: 2015